# Мишел Ваян
Мишел Ваян (на френски: Michel Vaillant) е герой от едноименния френски комикс, създаден през 1957 г. от френския белгиец Жан Гратон.
Мишел Ваян е френски пилот, който се състезава в различни серии, предимно Формула 1. Комиксът първоначално се издава от „Тинтин“, където Гратон публикува серия от къси истории за реални спортни личности. Гратон решава да създаде комикс с измислени герои и така се появява Мишел Ваян.
Ваянт е семейна фирма, която в началото е транспортна компания. Впоследствие те създават свои собствени камиони и коли и влизат във Формула 1. В следващите над 70 комикса Мишел Ваян и Ваянт Рейс Тийм участват в безброй състезания във Формула 1 и други серии като Индикар, Льо Ман, Рали Дакар и други.
Мишел е първи пилот, най-често негов съотборник е Стив Уорсън. Тимът се управлява от брата на Мишел – Жан-Пиер Ваян. Президент на компанията е техният баща Анри.
Комиксът е известен с това, че на неговите страници се появяват известни личности от живота като Джеки Стюарт, Айртон Сена, Ален Прост, Михаел Шумахер, както и отбори като Ферари, Макларън, Уилямс и други. Мишел често е интервюиран от известния журналист Жерар Кромбак.
В последните години Жан Гратон се оттегля и работата по комикса се ръководи от сина му Филип Гратон.
Съществуват анимационен и игрален сериали, посветени на Мишел Ваян.
През 2003 г. е заснет и пълнометражен филм за Мишел Ваян с режисьор Люк Бесон.

## „Мишел Ваян“ в България
Анимационният сериал се излъчва по Канал 1 около 1992 г. Ролите се озвучават от Даринка Митова, Васил Бъчваров, Стефан Димитриев, Пенко Русев и Цветан Ватев.